# Santa Maria Madalena (tiểu vùng)
Santa Maria Madalena là một tiểu vùng thuộc bang Rio de Janeiro, Brasil. Tiều vùng này có diện tích 1802 km², dân số năm 2007 là 28766 người.